# ادوارد امرسون برنارد
 ادوارد امرسون برنارد (انگلیسی: Edward Emerson Barnard؛ زاده ۱۶ دسامبر ۱۸۵۷ – درگذشته ۶ فوریهٔ ۱۹۲۳) یک دانشمند در زمینه اخترشناسی اهل ایالات متحده آمریکا بود.
حلقه برنارد توسط او کشف شد.